# حي السلام (المكلا)
حي السلام هو أحد أحياء مدينة المكلا في محافظة حضرموت اليمنية. يبلغ تعداد سكانه 9905 نسمة حسب التعداد السكاني في اليمن لعام 2004.